# Сонино (усадьба)
Сонино — усадьба, расположенная в городском округе Домодедово Московской области России. Находится возле деревни Сонино, в 6 км от станции «Белые столбы».

## История
Усадьба была создана в начале XX века Е. И. Чикиной. Был возведён главный дом в два этажа в стиле неоклассицизм, два жилых и один служебный флигеля. Был создан большой по площади парк из смешанных пород деревьев, выкопан пруд.
Во времена СССР на территории усадьбы находился дом отдыха «Зелёная роща». В современной России на территории усадьбы находился санаторий МВД.